# ファイテン
ファイテン株式会社（英語: PHITEN Co.,Ltd）は京都府京都市中京区に本社を置く、化粧品・医薬部外品・医療機器の製造・販売、スポーツ関連商品・健康食品・健康グッズなどの製造・販売、不動産事業などを行う会社である。

## 概要
金属をナノレベルで水中に分散させる「アクアメタル技術」を活かした健康・スポーツネックレス（RAKUWAネックレスなど）が有名で、多くの著名アスリートが愛用している。
ファイテン社が契約を結ぶ条件として「その選手がファイテンの商品を必要として愛用していること」をこだわりとしている。
「すべての人の 『ボディケアカンパニー』へ」をブランドステートメントとして掲げ、人々の健康な身体、夢見ることをやめない身体づくりに貢献し続けることを目指している。

## 沿革
創業者の平田好宏が、自身の膠原病の克服経験から治療の道を志し、京都堀川にて治療院を開業。
自然治癒力に着目した治療院を展開しホームケアを推奨していたが、商品開発が多忙を極め治療院を閉院。
- 1983年、ファイテン株式会社を設立。
- 1995年、「パワーテープ」初期版を開発・製造開始[5]。
- 1996年、高温ストレートアイロンで行う縮毛矯正を山下ユウコ（英語版）と共同開発。日本とアメリカで特許を取得[6]。
- 1999年、ファイテン商品を専門で扱うファイテンショップ1号店が巣鴨にオープン[7]。
- 2001年、アクアメタル技術「アクアチタン」「アクアゴールド」誕生。「アクアチタン」を採用した1号商品「RAKUWAネック」発売。
- 2004年、独自技術「アクアゴールド」「アクアシルバー」を採用した基礎化粧品「アクアゴールド」シリーズ誕生。
- 2007年、日本企業では初となる、
MLBとの契約「MLBオーセンティックライセンス契約」を締結。RAKUWAネックレス、RAKUWAブレス、パワーテープがMLBの公式用品として認定された[8]。京都本社にて、リラクゼーションサロン「IPサロン京都店」を開店[9]。
- 2010年、日本バドミントン協会の公式ウェアとして認定を受ける。
- 2011年、日本バレーボール協会の公式サポーターとして認定を受ける。IPサロン東銀座店をオープン[9]。
- 2013年、ファイテンショップに健康家電「ソラーチ」「アクアチタン浴カプセル」などを設置したIP（疲労回復）コーナーを全国展開。
- 2015年、日本バレーボール協会の公式ウェアとして認定を受ける[10]。
- 2016年、ファイテン公式キャラクター「ふぁいにゃんず」誕生。
- 2022年、健康家電レンタルサービス「RAKU レンタ」のサービス開始[11]。
- 2023年、 設立40周年を迎える。「ナノメタックスコーティング（水煙加工）」を開発。

## 主な契約選手
- プロフィギュアスケーター：羽生結弦[12][13]
- 野球：大瀬良大地[14]、佐藤輝明[15]、丸佳浩、山田哲人[16]、髙橋光成、柳田悠岐[17]
- 卓球：早田ひな、松島輝空[18]
- スポーツクライマー：吉田智音、関川愛音
- 陸上競技：拓殖大学女子陸上競技部 Smile Wing（スマイルウィング）、駒澤大学陸上競技部
- 歌手・女優：森公美子
- タレント：西谷綾子[19]、SUI、M高史  [20]

## ファイテンの技術
- 金属をナノレベルで水中に分散させる「アクアメタル技術」を活かし、さまざまなストレスケア・ボディケア商品を開発し、世界各国で100余りの特許を取得している[21]。
- 2009年にはアクアメタル研究会のシンポジウム第1回が開催され、 京都府立医科大学吉川敏一を代表に、ブラウンシュヴァイク工科大学（ドイツ）マーチン・コルテ、UCLA（アメリカ）小川隆広、マッセー大学（ニュージーランド） デーヴィッド・ローランドによる研究発表が行われた[22] 。
- 2013年、吉川敏一と共同研究者である京都府立大学青井渉によって「アクアチタンには自律神経のバランスを調整する効果があるのではないか」という仮説が発表された[23]。
- 2020年、株式会社日本バイオリサーチセンターで実施された独自の水溶化メタル技術「メタックス」のマウスを用いた動物実験の結果、メタックスが抗不安作用を有することを示唆する結果が得られた[24]。
- 2021年、バイオベンチャー企業ネクスジェン株式会社との3年にわたる共同開発の結果、ファイテン化環境が細胞内分子の発現に影響を及ぼし、抗がん剤の薬効を増強する可能性が示唆された[25]。
- 2022年、帯広畜産大学のストレス負荷モデルを利用した実験において、ファイテンのアクアメタル技術を用いた製品について、 ストレスを抑制する可能性が見出された[26]。同年、脳梗塞リハビリセンターによる研究提携第一弾を実施。脳卒中後遺症（片麻痺）に対するリハビリにおけるファイテンチタンテープ利用に有効な可能性を認めた[27]。また脳梗塞リハビリセンターによる研究提携第二弾を実施。ファイテン光技術の脳卒中後遺症（片麻痺）に対するリハビリおよびセルフケアの効率化に有効な可能性が示された[28]。
- 2023年、脳梗塞リハビリセンターによる研究提携第三弾を実施。ナノメタックスコーティングの筋緊張の緩和、疲労回復、集中力を高める効果が実証された[29]。

## 事業所
本社
京都府京都市中京区烏丸通錦小路角手洗水町678番地
支店・営業所
東京支店 - 東京都中央区新川2丁目20番7号 TOKOHビル5F
札幌営業所 - 北海道札幌市中央区南2条西6-12-1 SB2-6ビル8F-C号室
仙台営業所 - 宮城県仙台市青葉区錦町1丁目10番11号　勾当台上杉通りビル6F
名古屋営業所 - 愛知県名古屋市中区丸の内3丁目20番地3号　BPRプレイス久屋大通6F
京都営業所 - 京都府京都市中京区烏丸通錦小路角手洗水町678番地 四谷学院京都ビル3F
福山営業所 - 広島県福山市三之丸町11-14 SUENAGAビル3F
福岡営業所 - 福岡県福岡市中央区高砂2丁目24-27　ブルームハイム2F
物流センター
京都府京都市伏見区羽束師菱川町491-1
ファイテンショップ
国内156店／海外76店
ファイテンIPサロン
東銀座店 - 東京都中央区築地1丁目9番6号 アロア築地ビル2F
京都店 - 京都府京都市中京区烏丸通錦小路角手洗水町678番地 四谷学院京都ビル1F（ファイテンショップ内）
IPサロンプラスアルファ - 栃木県塩谷郡高根沢町宝石台3-1-3
美YOU人サロン
浅草店 IPコーナー - 東京都台東区雷門2-20-3 アクアテルースUII 1階

## 関連書籍
- 『ファイテンの謎』（魔法の首輪研究会著 角川書店 2009年8月26日）